# 英国原子力公社警察隊
英国原子力公社警察隊（えいこくげんしりょくこうしゃけいさつたい、英語：United Kingdom Atomic Energy Authority Constabulary、UKAEAC）は、英国原子力公社（UKAEA: United Kingdom Atomic Energy Authority、現在は AEA Technology plc.） に所属していた警察組織である。

## 概要
1955年4月1日に発足し、英国原子力公社（UKAEA）･英国核燃料会社（BNFL）等の施設の警備や、核物質輸送の警備等を任務としていた。
原子力公社の設立以来50年間にわたり存在していた。従来の警備体制ではテロの脅威に対して不十分であるとされ、2004年エネルギー法に基いて2005年4月1日に民間核施設保安隊（CNC：Civil Nuclear Constabulary）へ改編され新たな体制に移行した。現在650名（大半の要員がUKAEACから移行した）が16箇所の原子力発電所の警備や核物質輸送の警備に従事している。

## 日本の原子力産業との関わり
日本のプルサーマル計画に基づくイギリス・フランスから日本へのプルトニウム･ウラン混合酸化物（MOX）燃料の輸送に際し、武装輸送船への警乗を担当した。
日本のプルサーマル計画では、日本国内での再処理体制が整うまでは、使用済み核燃料の再処理・MOX燃料への加工を英国核燃料会社（BNFL）及びフランスのコジェマ社 （Cogema）で行い、再び日本の原子力発電所の燃料として使用することとしていた。MOX燃料はプルトニウムを含み、核兵器等への転用が可能であるため、輸送に際しては核ジャック等に対する厳重な警戒が必要とされた。
1999年に、東京電力及び関西電力向けのMOX燃料の製造が完了し、日本への最初の輸送が実施されることとなった。日本の海上保安庁にも旧動力炉・核燃料開発事業団向けのプルトニウム輸送護衛（1992年）の実績があり、そのための巡視船（しきしま）及び警備組織（特殊警備隊）も保有していたものの、今回の輸送の目的物であるMOX燃料は、日本の電力会社帰属とは言え民間の貨物であり、輸送船は英国籍であることから、関連する日英仏各国のうち英国の原子力公社に属する当組織が警備を実施することとなり、輸送船に機関砲等の武装を搭載の上、当組織の隊員が乗船して警戒に当たった。
1999年7月～9月の英仏両国から日本への最初の輸送及び2001年の二回目の輸送の他、2002年に行われた英国核燃料会社への不正製造MOX燃料の返送に際しても警備を実施した。
2009年3月～9月に三回目のMOX燃料輸送（中部電力・四国電力・九州電力向け）が行われ、従来と同様に英国籍の武装輸送船が使用されたが、このときは警備体制等について特に報道されておらず、当組織及び民間核施設保安隊との関連については明らかではない。
2010年4月～6月には四回目のMOX燃料輸送（関西電力・九州電力向け）が行われた。船舶は第三回輸送と同じ英国籍の武装輸送船を使用。このときの警備体制については、一部の新聞において「英国の警備会社から武装した警備員が乗り込んでおり」「警備員数は通常の核燃料輸送の2倍に増強されている」と報道されている。

## 装備
1999年7月～9月のMOX燃料輸送の報道映像や写真によれば、警乗隊員は黒色のアサルトスーツ・フェイスガード付ヘルメット・ボディアーマーを着用している。
武装は、個人装備としてアサルトライフル・ショットガン・拳銃を備え、輸送船には30mm機関砲（各船に3門）・武装高速艇を搭載していた。

## 関連事項
- 英国原子力公社（UKAEA）
- 英国核燃料会社（BNFL）
- セラフィールド
- プルサーマル
- しきしま (巡視船・初代)
- 特殊警備隊（SST）
- 原子力関連施設警戒隊